# Вільям Трост Річардс
Вільям Трост Річардс (англ. William Trost Richards; 3 червня 1833 — 17 квітня 1905, Філадельфія) — американський художник. Картини Річардса експонуються в багатьох провідних музеях США, включаючи музей Метрополітен у Нью-Йорку.

## Життєпис
Вільям Трост Річардс народився 1833 року в Філадельфії, штат Пенсільванія. У 1846 і 1847 роках він відвідував місцеву Центральну середню школу. Між 1850 і 1855 роками навчався у німецького художника Пауля Вебера, одночасно працюючи дизайнером та ілюстратором. Річардс співпрацював зі Школою річки Гудзон і вперше взяв участь у виставці в 1858 року в місті Нью-Бедфорді. Ця виставка була організована Альбертом Бірштадтом. У 1862 році Вільям Річардс був обраний почесним членом Національної академії дизайну, а в 1871 році — академіком. У 1863 році Річардс став членом Асоціації сприяння істині в мистецтві. У 1866 році художник на рік виїхав до Європи. Після повернення та протягом наступних шести років проводив літо на східному узбережжі США.
У 1870-х роках Вільям Річардс створив багато відомих акварельних пейзажів Білих гір у штаті Нью-Гемпшир. Деякі з яких зараз знаходяться в колекції Метрополітен-музею. Річардс виставлявся в Національній академії дизайну з 1861 по 1899 рік і в Бруклінській художній асоціації з 1863 по 1885 рік. У 1871 році він був обраний дійсним членом Національної академії.
У 1881 році побудував будинок у Джеймстауні, штат Род-Айленд, де жив і працював до кінця свого життя. Помер 17 квітня 1905 року в Ньюпорті штату Род-Айленд, а похований на міському цвинтарі Laurel Hill Cemetery.

## Родина
Дружина — Анна Метлак Річардс (1835—1900), донька — Елеонор Френч Річардс (1862—1954).

## Галерея

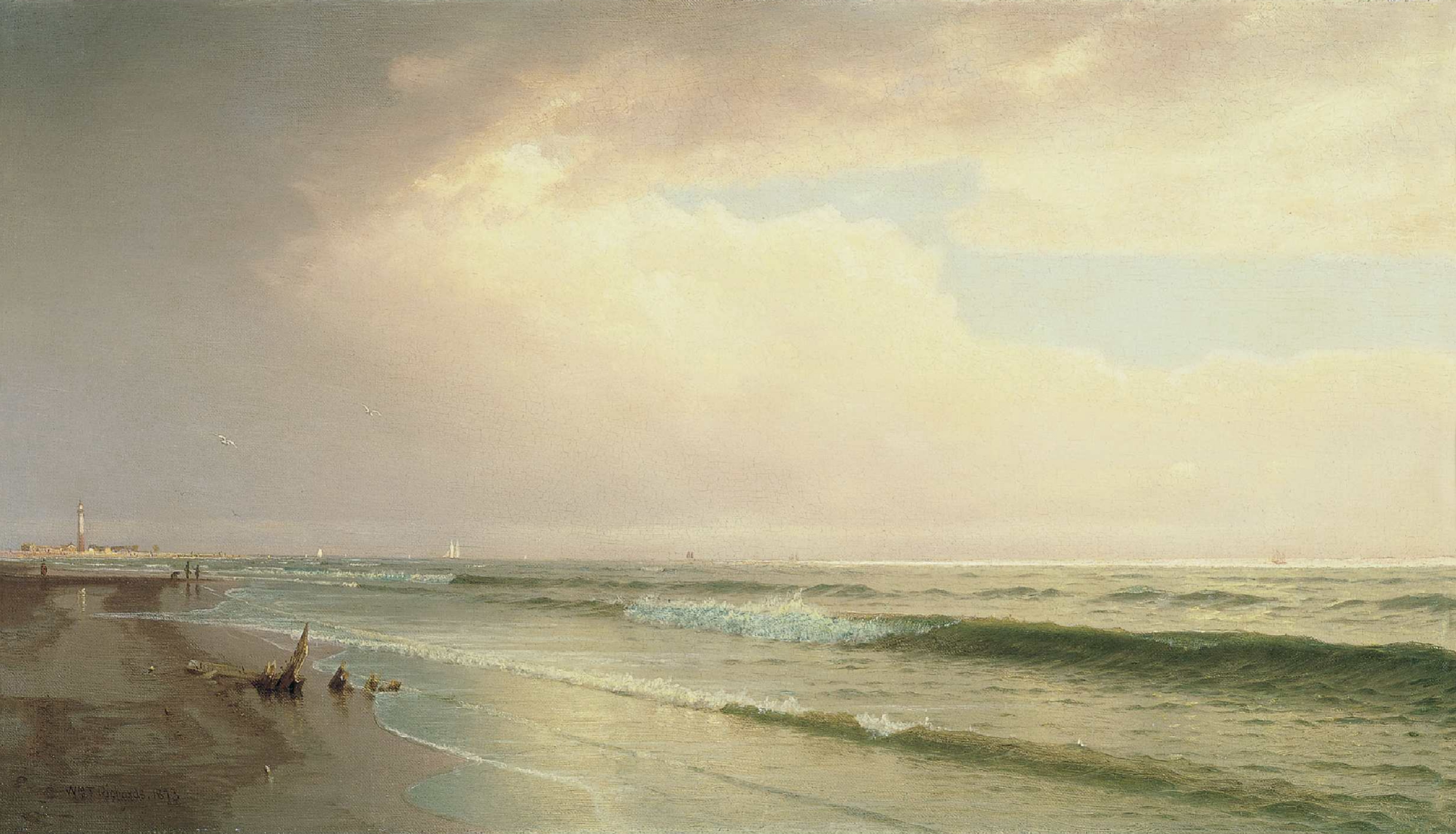
Морський пейзаж з маяком удалечені, Атлантік-Сіті, Нью-Джерсі, 1873, Музей Тіссен-Борнеміса
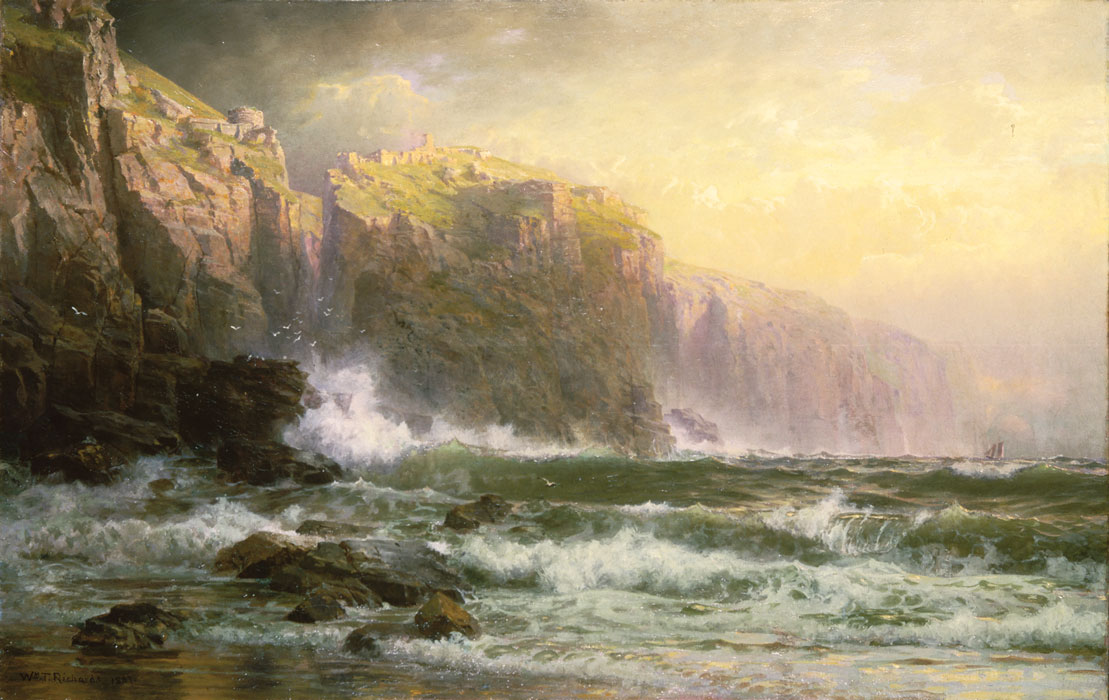
The League Long Breakers Thundering on the Reef, 1887, Бруклінський музей
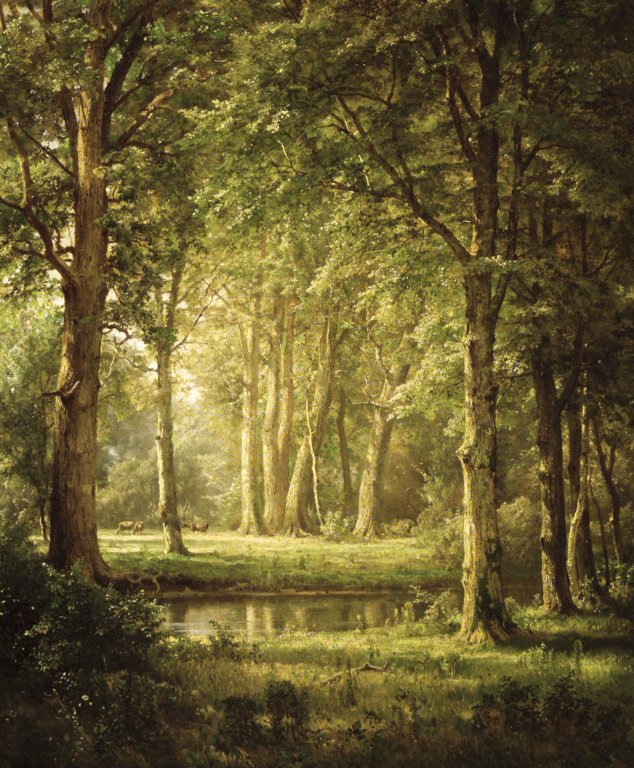
Раннє літо, 1888, Бруклінський музей
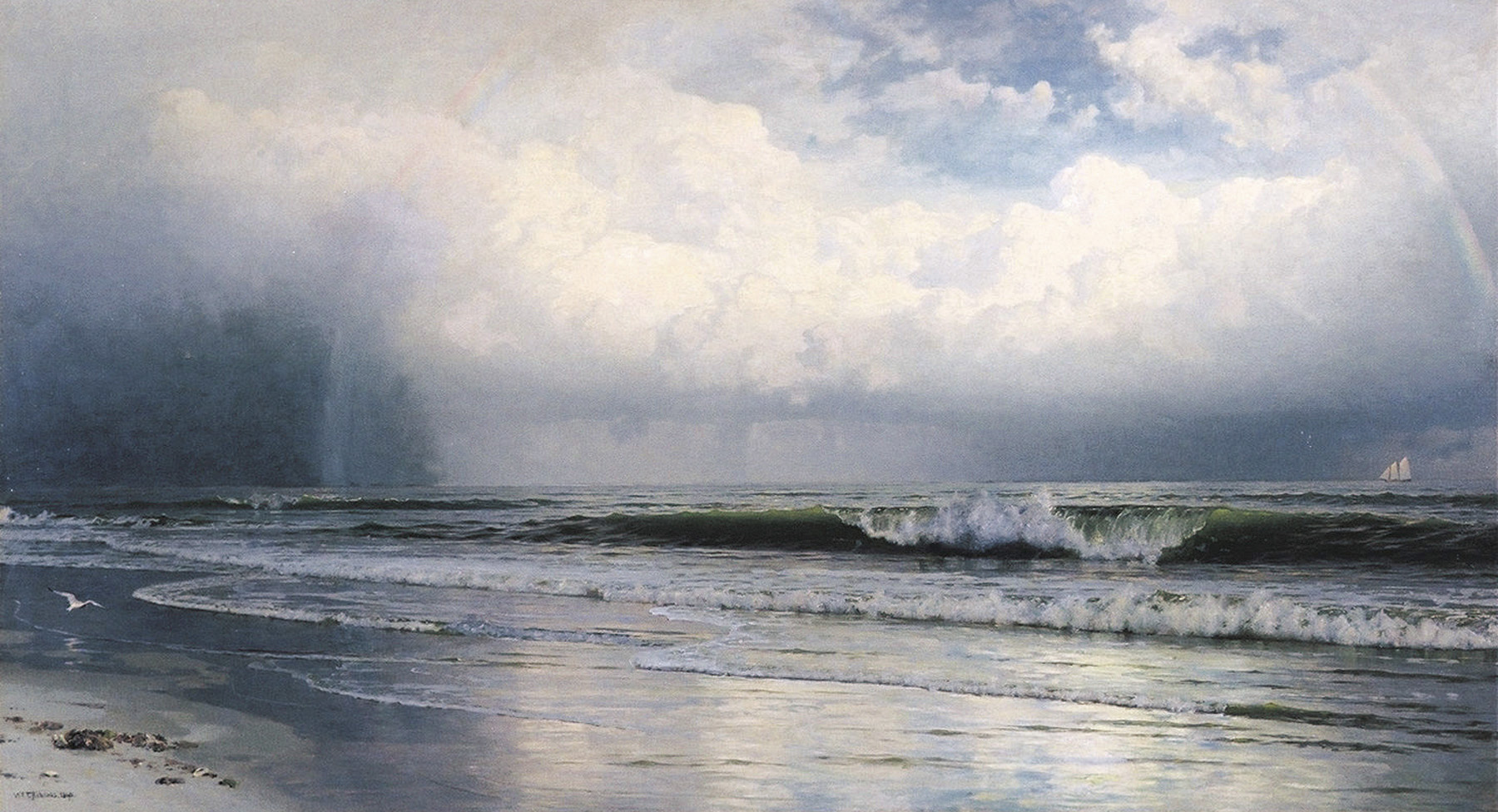
«Веселка», 1890, Музей морського мистецтва Міннесоти
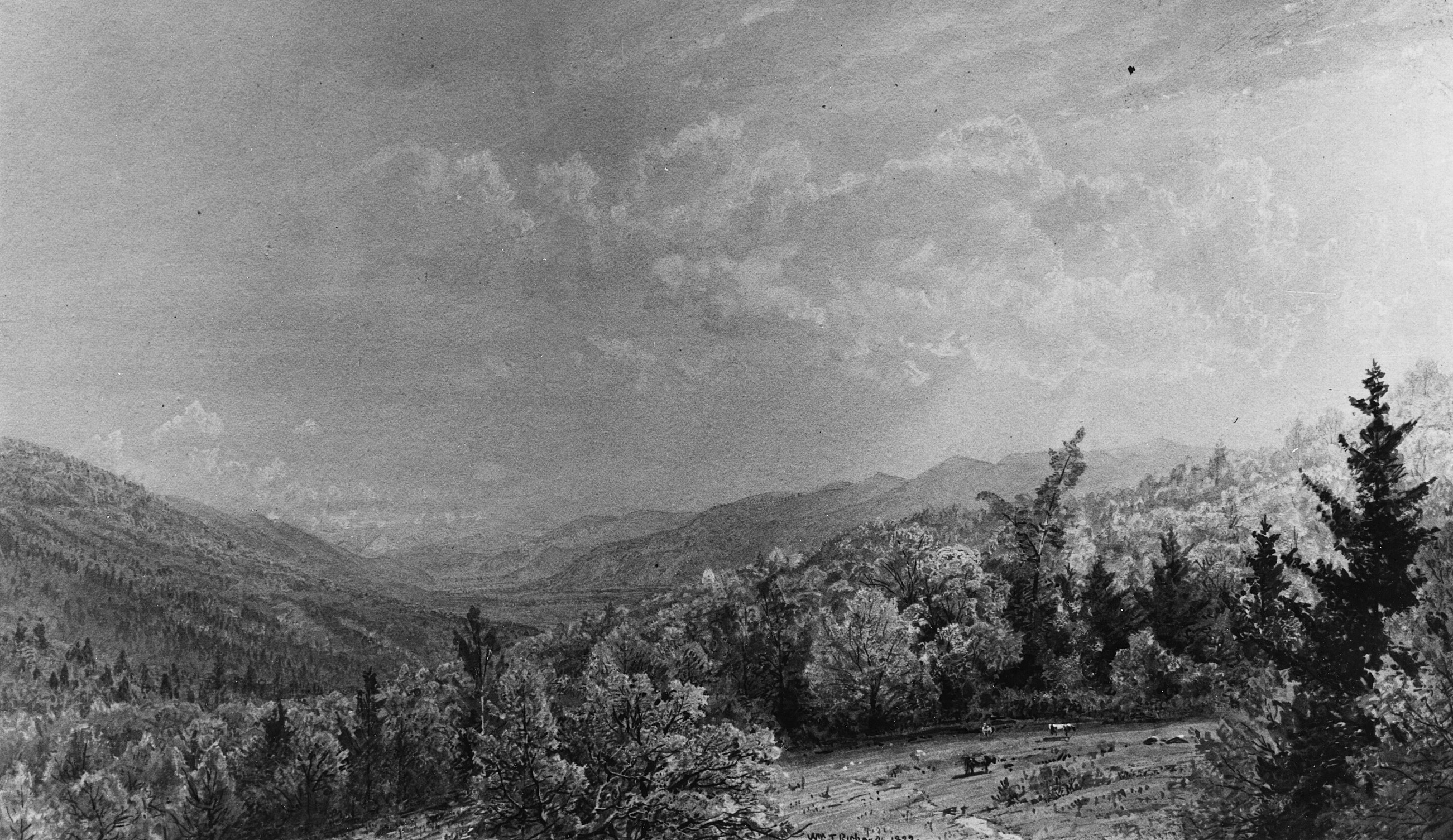
З дому Флюм, Франконія, Нью-Гемпшир, 1872, Музей мистецтва Метрополітен
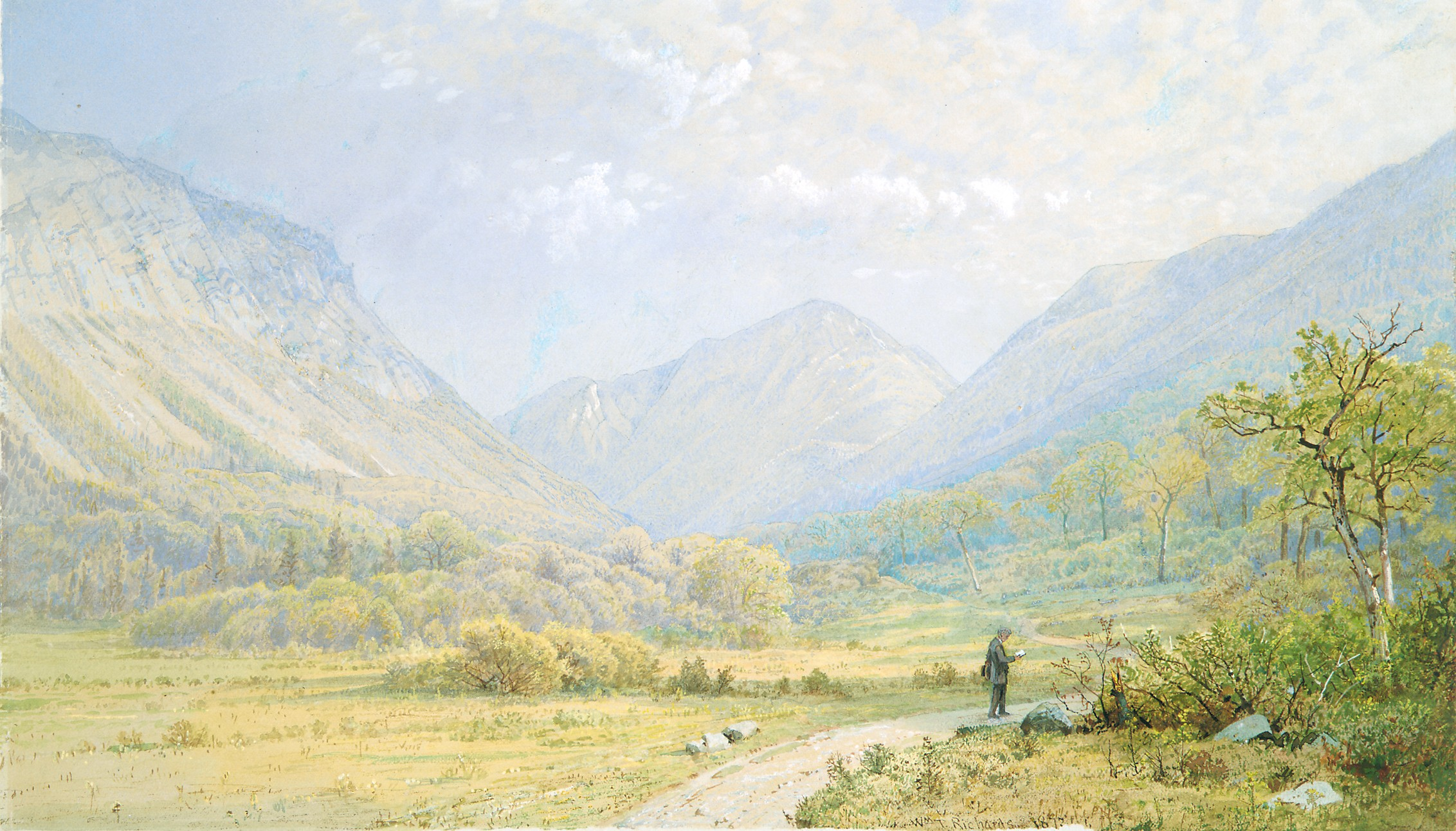
Франконія-Нотч, Нью-Гемпшир, 1872, Музей мистецтва Метрополітен
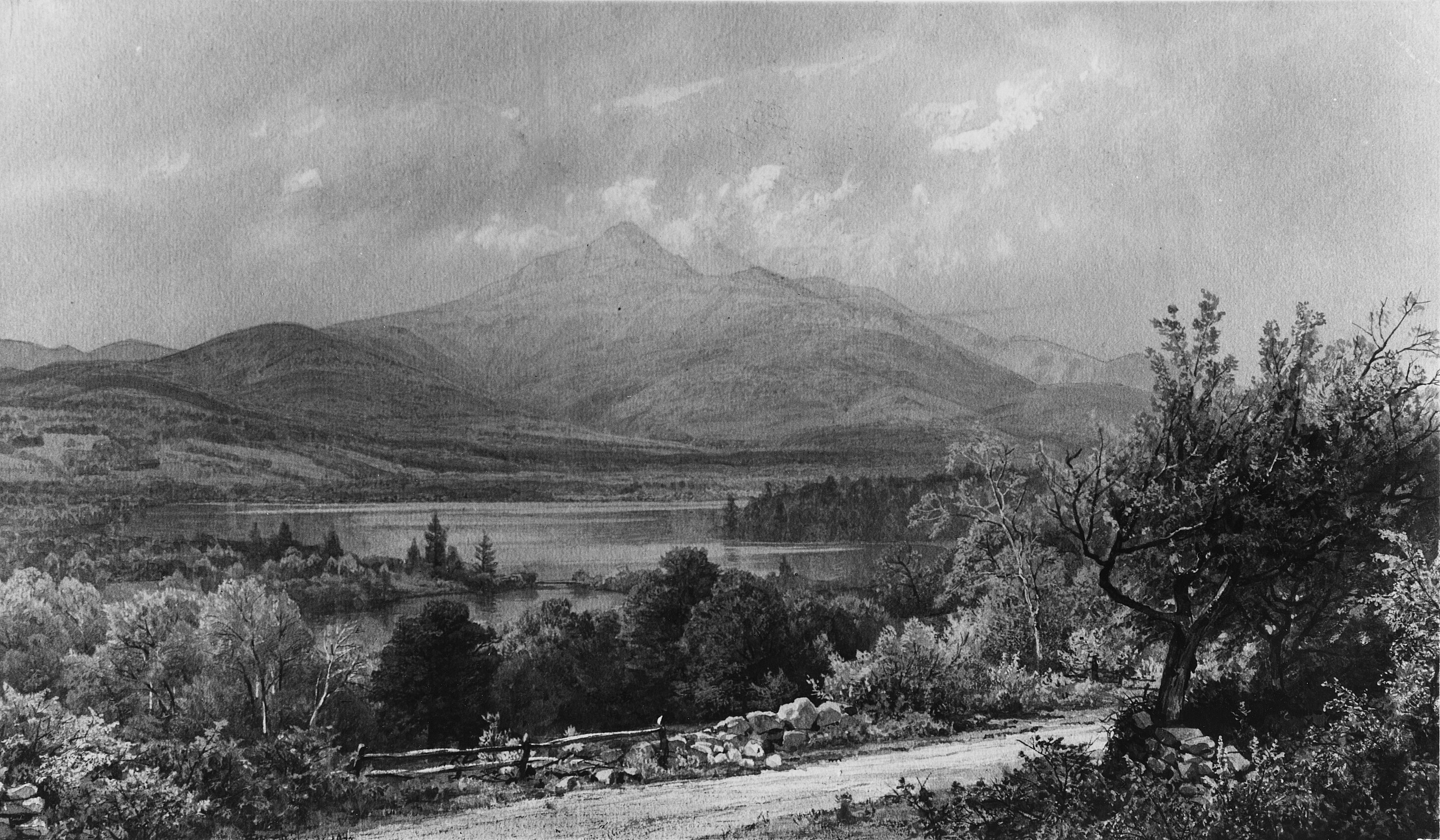
Гора Чокоруа та озеро, 1873, Музей мистецтва Метрополітен
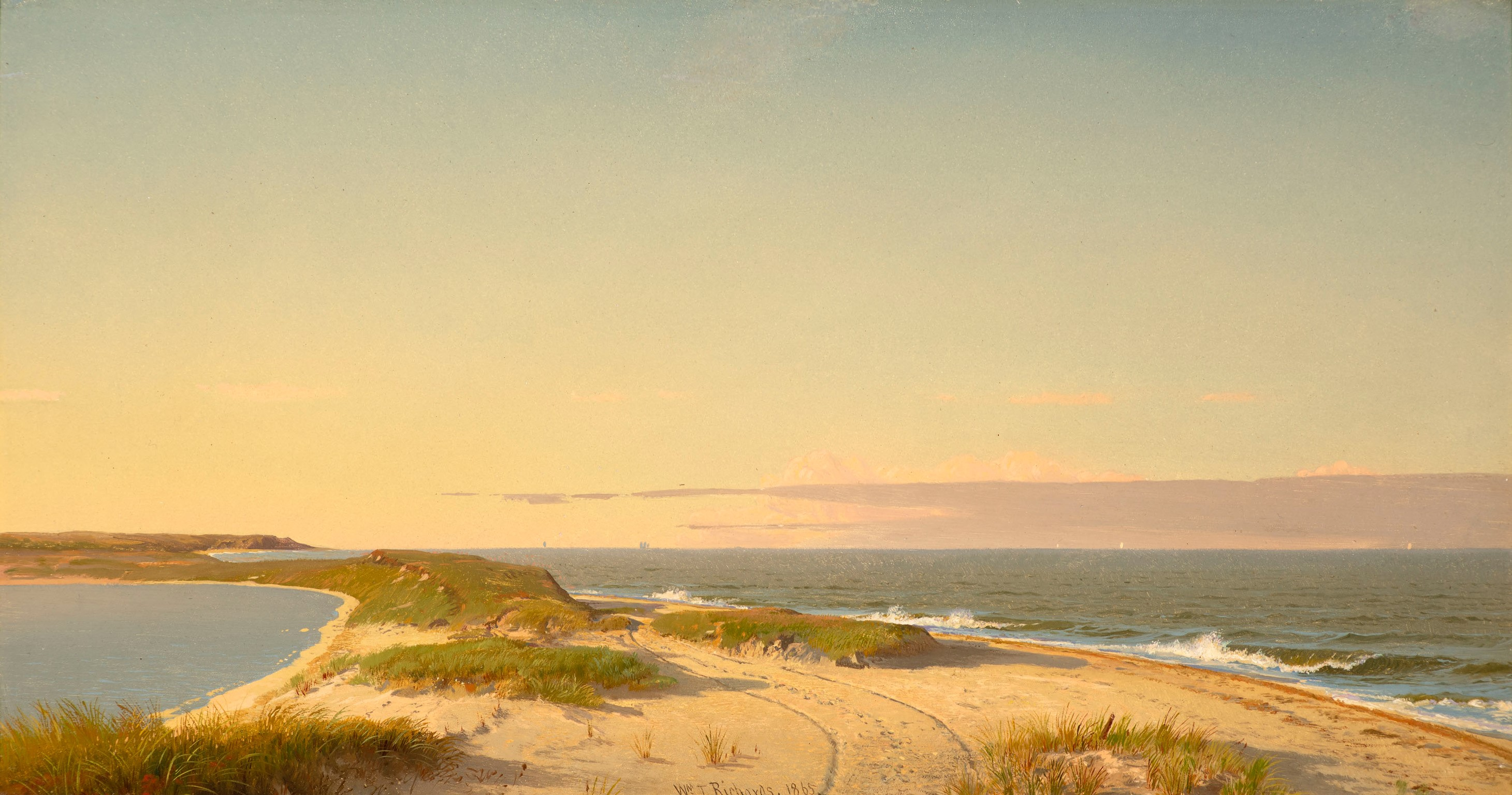
Берег Нантакет, 1865, Нантакетська історична асоціація